# 庞丽娟
庞丽娟（1962年8月2日—），女，浙江宁海人，中国儿童心理与教育学家，现任中国民主促进会中央委员会副主席、北京市委主任委员、第十四届全国人大常委会委员、北京市第十六届人大常委会副主任。

## 生平
庞丽娟是浙江省宁海城关人。毕业于北京师范大学教育系。大学毕业后，曾在母校任教，后获得博士学位，并赴美国留学。1988年，回到北师大工作；后历任北师大教育系副教授、教授，教研室副主任。1997年，获国家教育部遴选为第一批“跨世纪优秀人才”；1999年，获国务院政府特殊津贴。2000年4月，加入中国民主促进会。2002年6月，庞丽娟出任北师大科学教育研究中心主任、兼教育学院教授；2009年1月，升任校务委员会副主任；期间，还兼任世界学前教育组织中国委员会副主席、兼秘书长、中国学前教育研究会秘书长。
2003年，在十届全国人大一次会议上，庞丽娟当选为第十届全国人大常委会委员。此后，她又连续当选第十一、十二届全国人大常委会委员。2014年1月25日，民进北京市委选举庞丽娟接替辞职的刘新成出任主任委员。2017年1月，当选北京市第十四届人大常委会副主任。2017年7月，庞丽娟连任民进北京市委员会主任委员；同年12月，当选民进中央副主席。2018年1月，当选北京市第十五届人大常委会副主任；3月，连任第十三届全国人大常委会委员、任教育科学文化卫生委员会委员。
2023年1月，当选北京市第十六届人大常委会副主任。3月，连任第十四届全国人大常委会委员、任教育科学文化卫生委员会委员。

## 学术研究
庞丽娟的主要研究方向是儿童心理与教育。其专著《婴儿心理学》，于1994年，获得第八届中国图书奖；1998年，获得高校第二届人文社会科学研究成果奖。1998年3月获得霍英东教育基金会第六届高校青年教师研究奖。

## 著作
- 《幼儿心理学》
- 《幼儿美术教育法》
- 《幼儿心理教育新进展丛书》[1]